# نوح بيري جونيور
نوح بيري جونيور (بالإنجليزية: Noah Beery Jr.)‏ مواليد 10 أغسطس 1913 في نيويورك - الوفاة 01 نوفمبر 1994 في كاليفورنيا، الولايات المتحدة، هو ممثل أمريكي بدأ مسيرته الفنية سنة 1920. امتدت مسيرته الفنية لأكثر من 66 عاما.

## الأعمال
- عن الفئران والرجال
- الرقيب يورك
- منطقة استوائية

## روابط خارجية
- نوح بيري جونيور على موقع IMDb (الإنجليزية)
- نوح بيري جونيور على موقع ألو سيني (الفرنسية)
- نوح بيري جونيور على موقع أول موفي (الإنجليزية)
- نوح بيري جونيور على موقع قاعدة بيانات الأفلام السويدية (السويدية)
- نوح بيري جونيور على موقع إن إن دي بي (الإنجليزية)
- نوح بيري جونيور على موقع قاعدة بيانات الفيلم (الإنجليزية)
- نوح بيري جونيور على موقع كينوبويسك (الروسية)